# 春日居町
春日居町（かすがいちょう）は、山梨県東山梨郡に存在した町である。
2004年10月12日に春日居町を含む周辺6町村と合併して笛吹市となり廃止した。

## 地理
県中部、郡南西端、甲府盆地の北縁に位置。北西から南西へ帯状の町域で、山梨市域には飛び地がある。北西部は兜山や大蔵経寺山など奥秩父山塊から続く山地で、南東部は笛吹川右岸の平坦地で果樹園が広がり、南東端は支流重川との合流地点にあたる。

## 歴史

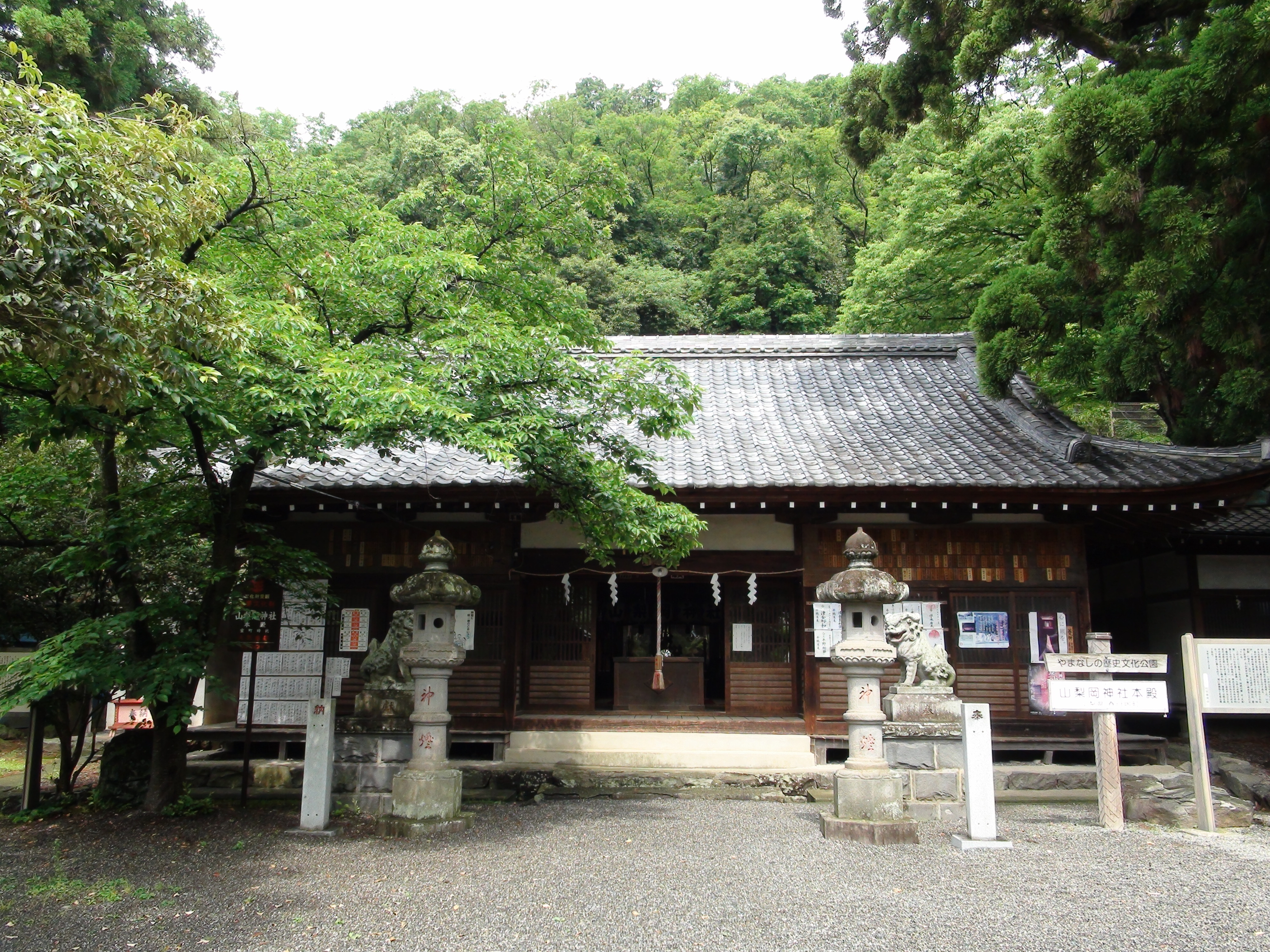
山梨岡神社

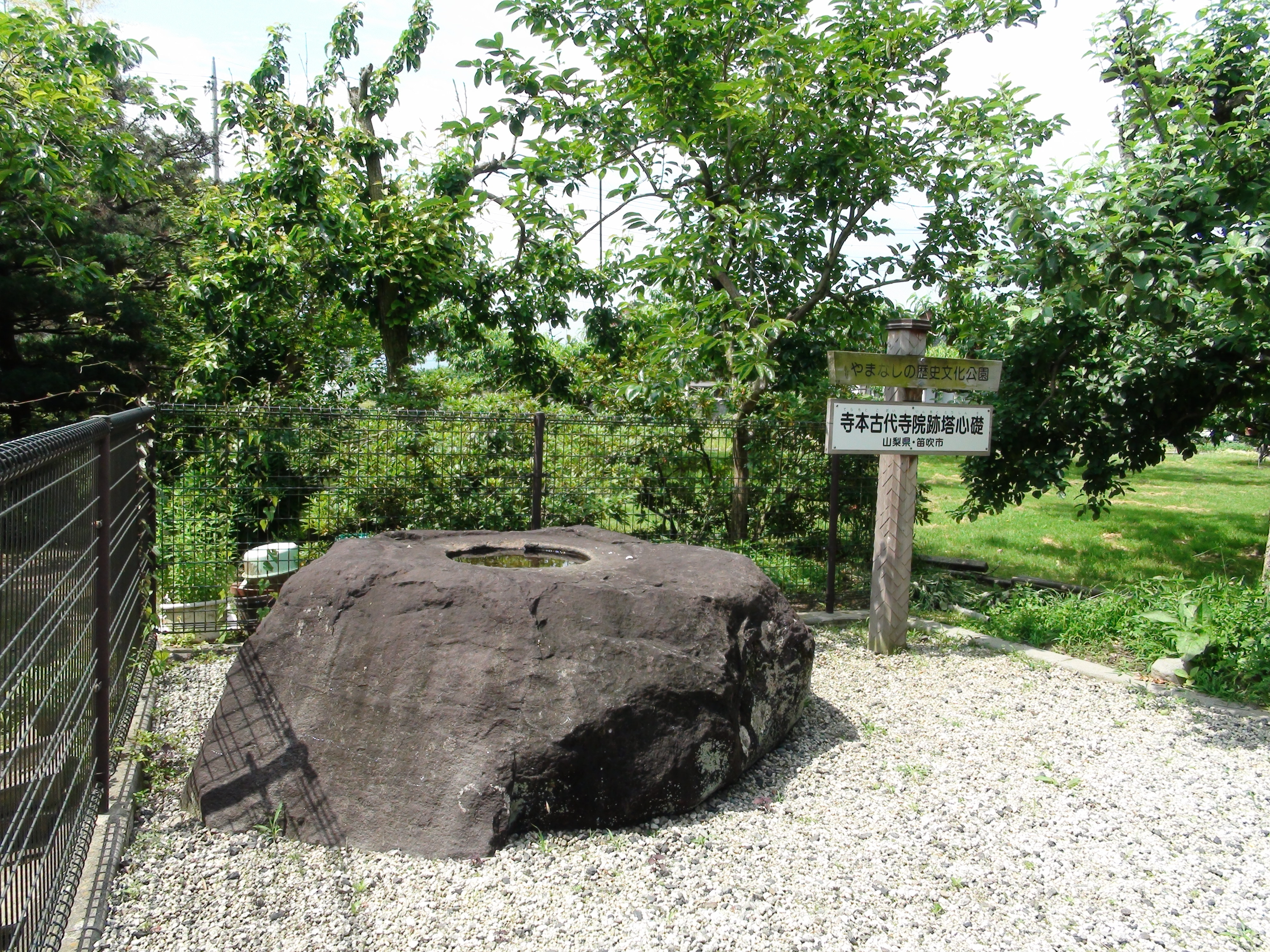
寺本古代寺院跡

弥生時代までの考古遺跡はみられないが、古墳時代には宮川や平等川沖積地において集落跡が見られ、鎮目の大蔵経寺山南東斜面の山麓部には6世紀前半までの春日居古墳郡が分布する。国府近辺には奈良時代から平安時代までの集落跡が分布し、寺本には県内最古の古代寺院である寺本廃寺がある。
律令制下の山梨郡山梨郷が町域にあたり、鎮目にある山梨岡神社の存在からも郡家の所在地であったと考えられている。また、寺本の寺本廃寺や国府総鎮守の甲斐奈神社（守宮明神）国府の地名からも、『和名抄』に「（国府は）八代郡に在り」と見られる御坂町（現在の笛吹市）への移転前の甲斐国国府が置かれたと考えられている（国分二寺の所在する一宮町（現在の笛吹市）東原、御坂町方八町とする異説あり）。国府関係施設跡や条里制の地割も確認されているが、確定的な官衙施設の遺構は未発見である。
中世には、武田信昌時代に滅ぼされるまで甲斐国守護代として勢力をもった跡部氏が下岩下に館を構え、根拠地とした。
近世には山梨郡万力筋に属する。幕府直轄領と旗本領、甲府藩領、享保9年には甲斐一国により再び幕領化され、町域は石和代官支配となる。また、延享3年（1746年）には桑戸、寺本、小松、熊野堂の4か村が御三卿のうち田安家領になり、天保3年には加茂村が加わる。宝暦13年には下岩下村が同じく御三卿の清水家領になり、寛政7年（1795年）に廃止されるまで村には陣屋が設置されていた。
上万力村（山梨市）の差出水門から笛吹川の水を取水し、米麦栽培のほか麻や木綿、煙草など商品作物の栽培や養蚕が行われる。町域には秩父往還が通り甲州道中へも近く、多くの村では石和宿の宿郷を務めた。
近代には米麦栽培のほか養蚕が普及し、製糸業が発達する。明治初期の製糸業の振興では煮繭用の木材資源の需要が増加し、さらに山林を巡る入会権の変化により山梨県下では山林の荒廃が発生し、1907年（明治40年）には、笛吹川流域を中心に県下で大規模な被害を出した明治40年の大水害が発生する。町域は明治40年の大水害による笛吹川の流路変更の影響を受け、堤防の改修が実施される。また、第一次世界大戦後の養蚕不況や冷害などの影響による農民は打撃を受け、大正・昭和初期には小作争議が発生した。
戦後には養蚕からブドウなど果樹栽培に転換し、ゴルフ場開発など観光業へと移行していく。1967年（昭和47年）には温泉を採掘し、町営温泉の経営を行っている。

### 沿革
- 1874年（明治7年）10月 - 山梨郡別田村・桑戸村・熊野堂村・加茂村・寺本村・小松村が合併して春日居村となる。
- 1875年（明治8年）6月 - 春日居村が下岩下村を合併。
- 1878年（明治11年）7月22日 - 郡区町村編制法の施行により、春日居村が東山梨郡の所属となる。
- 1889年（明治22年）7月1日 - 町村制の施行により、春日居村が単独で自治体を形成。
- 1957年（昭和32年）9月1日 - 春日居村が東八代郡石和町の一部（徳条・鎮目・国府）を編入。
- 1969年（昭和44年）10月1日 - 春日居村が町制施行して春日居町となる。
- 2004年（平成16年）10月12日 - 東八代郡石和町・御坂町・一宮町・八代町・境川村と合併して笛吹市が発足。同日春日居町廃止。

## 観光

### 温泉
- 春日居温泉

## 交通

### 鉄道路線
- 中央本線

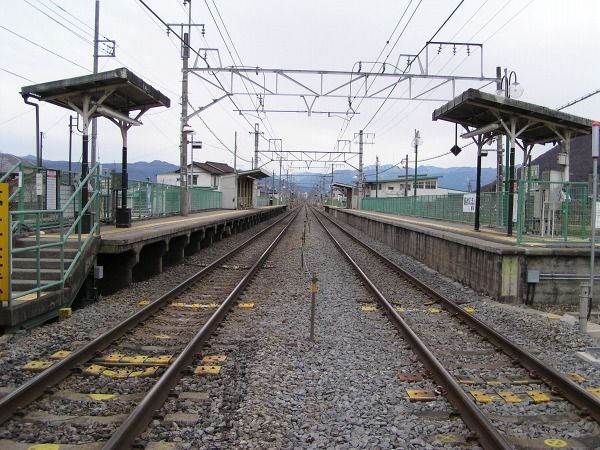
春日居町駅

### 道路

#### 一般国道
- 国道140号

#### 都道府県道
- 山梨県道208号下神内川石和温泉停車場線
- 山梨県道312号一宮山梨線

## 文化財
- 山梨岡神社本殿 - 国指定重要文化財[2]
- 山梨岡神社太々神楽  - 山梨県指定文化財[2]
- 木造五大明王像 - 山梨県指定文化財[2]
- 木造立川不動明王坐像 - 山梨県指定文化財[2]
- 付木製造道具一式 - 町指定文化財[2]

## 出身・関連有名人
- 小川正子 - ハンセン病医療に尽した医師[3]。 1984年（昭和59年）に最初の春日居町名誉町民となる [3]。桑戸出身。
- 鎮目市左衛門惟明（しずめいちざえもんこれあき） - 佐渡金山奉行として第二期繁栄期を築いた[4]。鎮目出身[4]。
- 竹下草丸（たけした くさまる）- 江戸時代後期の俳人[4]。加茂出身[4]。
- 立川主税（たちかわ ちから) - 新選組隊士[4]。函館戦争後、仏門に入り桑戸地区の地蔵院住職となる[4]。福岡県出身[4]。
- 辻邦生 - 小説家。本籍地が春日居町国府。
- 八木義徳 - 小説家。父親が春日居町出身の医師。
- 吉岡順作 - 医師。徳条出身[4]。